# Henry Alby
Henri (Marie, Camille, Édouard) Alby (Marsella, 5 de noviembre de 1858 - Toulouse, 11 de febrero de 1935), fue un general del ejército francés que participó en la Primera Guerra Mundial.

## Biografía
Era hermano del ingeniero Amédée Alby. Se casó el 11 de febrero de 1893 con su prima Amélie-Jeanne-Eugénie de Barrau de Muratel.
Fue alumno en una escuela de artillería en Fontainebleau. En 1878 tenía el grado de alférez, teniente en 1880, capitán en 1883, jefe de batallón en 1897, teniente coronel en 1903 y coronel en 1906.
Es ascendido a general de brigada el 20 de junio de 1911 y en septiembre de 1914 lo fue a general de división. Obtiene el rango de general de cuerpo de ejército el 15 de octubre de 1917. Del 15 de octubre de 1917 al 28 de diciembre de 1918, sucede al general Ferdinand Foch en el puesto de mayor general del Ejército.

## Condecoraciones
- Gran Oficial de la Legión de Honor.